# Algernon Börtzell
Johan Erik Algernon Börtzell, född 21 september 1840 i Västra Tunhems socken Västergötland, död 26 januari 1918 i Saltsjöbaden, var en svensk ingenjör, kommunalpolitiker, översättare, kartograf och hovintendent. Han var sonson till Johan Abraham Börtzell.

## Biografi
Algernon Börtzell var son till kaptenen Johan Adolf Börtzell. Han blev student vid Uppsala universitet 1857 och var elev vid Teknologiska institutet 1857-1860. 1860-1861 var han biträdande ingenjör vid Stockholms vattenbyggnad och blev 1861 nivellör och 1870 aktuarie vid Sveriges geologiska undersökning. Med statsuppdrag bereste Börtzell 1871 Mellaneuropa för att studera nivelleringsarbeten och vattenhöjdsobservationer. Senare samma år företog han även en resa till Nederländerna för att studera nya metoder för litografiskt färgtryck, och 1872 en resa till Danmark för att studera topografiska arbeten. Börtzell var 1872-1897 föreståndare för Generalstabens litografiska anstalt.
Algernon Börtzell var därtill ledamot av Stockholm stadsfullmäktige 1881-1887 och 1889-1903 och därunder bland annat ledamot av drätselnämnden 1892-1900 (ordförande i andra avdelningen från 1893 och in pleno 1896-1900) och ledamot av beredningsutskottet 1897-1903. Från 1881 var han hovintendent. Därtill VD för Algernon Börtzells tryckeri AB 1886-1901 och styrelseledamot där 1912-1913. Börtzell var även vice ordförande i Svensk teknologföreningen 1888 och ledamot av arbetsutskottet i Gripsholmsföreningen 1889, ledamot av styrelsen för Ny Illustrerad Tidnings AB från 1891, av styrelsen för A. V. Carlssons bokförlag AB från 1892 och för AB Jacob Bagges sedeltryckeri från 1893. 1893-1913 var han föreståndare för riksbankens sedeltryckeri, ledamot av styrelsen för Stockholms utskänkningsaktiebolag (från 1903 AB Göteborgssystemet i Stockholm) 1893-1911, från 1902 som ordförande samt av styrelsen för Malmö-Trälleborgs järnvägs AB 1897-1905. Börtzell var därtill en av stiftarna och ledamot av styrelserna för AB Nya Grand Hotel 1898-1903 (1900-1903 som ordförande) och av Vällinge-Skanör-Falsterbo järnvägs AB 1899-1905.
Andra uppdrag var som ledamot av kommittén angående praktiska yrkes- och arbetsskolor i Stockholm 1901, en av stiftana och ledamot av styrelsen för AB Dramatiska teaterbyggnadskonsortiet 1901-1910, ledamot av styrelsen för Vågfabriks AB Stathmos 1901-1904, en av stiftarna av och ledamot av styrelsen för Nya AB Stathmos 1904-1912 (ordförande 1904-1912), ledamot av styrelsen för AB Svensk konstslöjd utställning S. Giöbel 1902-1908, av styrelsen för AB Rättviks turisthoteller 1903-1908 och av styrelsen för Iduns tryckeri AB 1904-1911. Börtzell var även ledamot av Johannes församlings kyrkoråd 1907-1909.

## Utmärkelser
- Kommendör av första klassen av Vasaorden, 30 november 1901.[4]
- Kommendör av andra klassen av Vasaorden, 1897.
- Riddare av första klassen av Vasaorden, 1872.
- Riddare av Nordstjärneorden, 1894.[5]

### Fotnoter
1. 1 2  J E Algernon Börtzell, Svenskt biografiskt lexikon, Svenskt Biografiskt Lexikon-ID: 16299, läs online.[källa från Wikidata]
2. 1 2  KulturNav, KulturNav-ID: 28400b1c-4b87-4ea5-ad01-078c1eba0bdb, läst: 9 oktober 2017.[källa från Wikidata]
3. ↑  Sveriges Dödbok 1901–2009, DVD-ROM, Version 5.00, Sveriges Släktforskarförbund (2010).
4. ↑  Kungl. Vasaorden i Sveriges statskalender 1915
5. ↑  Kungl. Nordstjärneorden. i Sveriges statskalender 1915